# Tatort: Am Ende des Flurs
Am Ende des Flurs ist ein Fernsehfilm aus der Krimireihe Tatort. Der vom Bayerischen Rundfunk produzierte Beitrag wurde am 4. Mai 2014 im Ersten erstgesendet. Es ist der 67. Fall des Münchner Ermittler-Teams Batic und Leitmayr und die 910. Tatortfolge.

## Handlung
Lisa Brenner, die zahlreiche Verehrer hatte, ist aus dem zwölften Stock gestürzt. Zunächst steht die Frage nach Mord oder Selbstmord, da sich im Bad des Opfers eine größere Menge an Antidepressiva befinden. Für die Herkunft und Verschreibung dieser Präparate findet sich allerdings keinerlei Bezug zum Opfer. Zudem finden sich Spuren einer zweiten Person, sodass die Ermittlungen weitergehen. 
Batic und Leitmayr ermitteln und verhören mit Unterstützung des neuen Assistenten Kalli Hammermann die Männer, die regelmäßig mit Lisa Kontakt hatten. Hier entblättert sich ein breites Spektrum verschiedenster Verdächtiger von klassischen Ehemännern und Familienvätern auf Seitensprung, dem Bankangestellten Kevin Lischke, einem Türsteher mit Vorstrafenregister insbesondere auf dem Gebiet von Körperverletzungen, dem ehemaligen Sportstar Mike Hansen bis zum bekannten Brauereibesitzer und Wiesnwirt Toni Feistl als Freund besonderer Spielarten. In der Reihe der Verdächtigen fällt der Pensionär Harry Riedeck auf, dessen Beziehung zum Opfer eher als Unterstützer und Versorger statt als Kunde besteht. 
Schon in der Anfangsphase der Ermittlungen stellt sich heraus, dass auch Leitmayr vor über einem Jahr mit der Toten ein Verhältnis hatte. Da er dies seinen Kollegen und Vorgesetzten verheimlicht hatte, wird er sofort vom Fall abgezogen und suspendiert. Er ermittelt trotzdem auf eigene Faust weiter, wobei er auch seine Enttäuschung über das ihm vorher unbekannte Doppelleben seiner ehemaligen Freundin verarbeiten muss. Am Ende des Films muss er auch noch erfahren, dass Lisa einmal von ihm schwanger gewesen war und, ohne ihn einzuweihen, das Kind abgetrieben hat. 
Zwei Tage darauf wird Harry Riedeck im Keller seines Hauses mit vierzig Hammerschlägen ermordet. Die Fallanalytikerin Christine Lerch versucht eine Verbindung zwischen den beiden Fällen herzustellen. Zunächst verlaufen alle Spuren ins Leere. Leitmayr informiert seinen Kollegen Batic über seine eigenmächtigen Ermittlungen, was das Vertrauensverhältnis der beiden trotzdem nicht verbessert. Der Film nimmt in der Endphase eine überraschende Wendung, als die parallelen Ermittlungen beider Ermittler zur unscheinbaren Nachbarin und Freundin des Opfers, Margot Höllerer, führen, die zudem von Beruf Apothekerin ist. Sie hat die Morde an Lisa Brenner wegen unerwiderter Liebe und am unbequemen Mitwisser Harry Riedeck begangen. In der Endszene sticht sie Leitmayr mit einem Messer nieder. Der Film endet mit der Anfahrt eines Rettungswagens, während Batic dem bewusstlosen Leitmayr erste Hilfe leistet.

## Nachwirkung
Einen Tag nach der Erstausstrahlung gab der Bayerische Rundfunk auf Grund der Anfragen vieler Zuschauer das „Überleben“ von Leitmayr bekannt, weitere zehn Tage später wurde im Internet eine nachgedrehte Szene Zwei Wochen später als Auflösung der Situation veröffentlicht. Im folgenden Tatort mit den beiden Kommissaren wird die Verletzung nicht erwähnt.

## Hintergrund
Die Hauptdarsteller Miroslav Nemec und Udo Wachtveitl bekommen bei ihrem 67. Fall zwei neue Assistenten. Das ist zum einen der Schauspieler Ferdinand Hofer als Assistent Kalli Hammermann und zum anderen Lisa Wagner als Christine Lerch, Leiterin der Operativen Fallanalyse.
Der Film wurde vom 3. September 2013 bis zum 4. Oktober 2013 in München gedreht.
Bereits im März 2014 stellte der Bayerische Rundfunk ein gut dreiminütiges Video auf YouTube zur Besetzung der Rolle des Assistenten Kalli Hammermann ein.

## Rezeption

### Einschaltquoten
Die Erstausstrahlung von Am Ende des Flurs am 4. Mai 2014 wurde in Deutschland von 9,33 Millionen Zuschauern gesehen und erreichte einen Marktanteil von 26,4 % für Das Erste. Im ORF 2 sahen zeitgleich 623.000 die Folge in Österreich, was einem Marktanteil von 20 % entspricht.

### Kritiken
„Ein Krimi, der die Ermittler im emotionalen Ausnahmezustand zeigt, ohne die gängigen Erregungstechniken zu bedienen. Erstaunlich, wie uns die alten Münchner Buben auch nach 25 Jahren noch aus dem 'Tatort'-Trott ins Ungewisse reißen können.“

„Sehr liebevoll auch die Auswahl der Schauspieler: Die beiden Grauköpfe haben einen neuen nassforschen Kollegen, Kalli Hammermann, der entfernt so aussieht wie Philipp Lahm mit acht. Die tolle Lisa Wagner ist als Fallanalytikerin dabei, ein Rabe spielt einen Raben.“

„Doch der Anfang ist grandios, vor allem, wenn man schon weiß, dass Leitmayr das Opfer kennt. Denn dann wird seine somnambule Stimmung am Tatort zum schauspielerischen Kabinettstück. Ein großer Auftritt von Udo Wachtveitl, eines Ermittlers würdig, der uns ans Herz gewachsen ist und nun vielleicht herausgerissen werden soll. Denn wozu brauchte man denn gleich drei neue Kräfte in München, solange es dort das dynamische Duo gibt?“

### Musik
Das Stück Love Letters wurde in der Version von Ketty Lester aus dem Jahr 1962 verwendet. Der Song Dreaming My Dreams With You von Country-Sänger Waylon Jennings erreichte nach der Erstausstrahlung im Fernsehen die deutschen Single-Charts. Es wurde posthum der einzige Chart-Hit des Sängers in Deutschland.

### Auszeichnungen
Barbara de Koy wurde für ihre Darstellung der mordenden Apothekerin Margot Höllerer 2014 mit der Auszeichnung der Deutschen Akademie für Fernsehen und  2015 mit dem Deutschen Schauspielerpreis ausgezeichnet – in beiden Fällen als beste Schauspielerin in einer Nebenrolle.